# Филипп II Филоромэй
Филипп II Филоромэй(др.-греч. Φίλιππος Β' Φιλορωμαίος), известный также как Барипус (Толстоногий) — сын Филиппа I Филадельфа, внук Антиоха VIII Грипа, последний царь из династии Селевкидов.
После свержения Тиграна II и воцарения Антиоха XIII провозгласил себя царем, таким образом, братоубийственная междоусобица Деметрия II и Антиоха Сидета возродилась в четвертом поколении.
После свержения династии Селевкидов и смерти Антиоха XIII какое-то время царствовал в Киликии, о чем повествует сохранившаяся стела, упоминаемая Э. Бикерманом в книге «Государство Селевкидов».